# Hans Ulrich Sury
Hans Ulrich Sury (getauft am 13. März 1603 in Solothurn; † 9. April 1660 ebenda; heimatberechtigt ebenda) war ein Solothurner Schultheiss.

## Leben und Wirken
Hans Ulrich Sury wurde 1603 in Solothurn geboren. Seine Eltern waren der Schultheiss Peter Sury und Barbara von Arx, sein Bruder war er französische Hauptmann Heinrich Sury. Er heiratete 1624 Anna, Tochter des Heinrich Wallier. Sein Schwiegervater stand als Sekretär und Dolmetscher im Dienst der französischen Ambassadoren. Seine zweite Ehefrau wurde 1643 Maria Cleopha Tschudi, Witwe des Hans Sury, Landvogt von Locarno. Surys Enkelin Gertrud Sury wirkte 30 Jahre als Wohltäterin.
Sury begann 1616 ein Studium in Paris. Im Jahr 1625 wurde er Solothurner Grossrat, 1626 Jungrat und 1638 Altrat. Er diente 1636 als Leutnant und von 1639 bis 1642 als Hauptmann des Regiments Greder in Frankreich. In Solothurn wurde Sury 1645 Seckelmeister, 1651 Venner und 1652 Schultheiss. Das Amt übte er bis zu seinem Tod aus, jedoch hinderte ihn zeitweise eine schwere Gicht an dessen Ausübung. Er verhandelte 1653 mit den rebellischen Solothurnern.

## Belege
1. 1 2  Erich Meyer: Hans Ulrich Sury. In: Historisches Lexikon der Schweiz.  25. Juli 2012.

| Personendaten    | Personendaten           |
| ---------------- | ----------------------- |
| NAME             | Sury, Hans Ulrich       |
| KURZBESCHREIBUNG | Solothurner Schultheiss |
| GEBURTSDATUM     | 13. März 1603           |
| GEBURTSORT       | Solothurn, Schweiz      |
| STERBEDATUM      | 9. April 1660           |
| STERBEORT        | Solothurn, Schweiz      |